# István Attila
István Attila (Hódmezővásárhely, 1961 – Hódmezővásárhely, 2014. április 15.) magyar óvodapedagógus,  pedagógus, a hódmezővásárhelyi Aranyossy Ágoston Általános Iskola Alapítvány elnöke, a Bessenyei Ferenc Művelődési Központ szervezője.

## Élete
Óvodapedagógusi diplomát szerzett. A hódmezővásárhelyi Aranyossy Ágoston Református Óvoda és Általános Iskola tanára és a Bessenyei Ferenc Művelődési Központ szervezője volt, amelynek keretében többek között Kishonti Ildikóval is készített videóriportot. 2007. május 30-ától a 2014. április 15-én bekövetkezett haláláig a Aranyossy Ágoston Általános Iskola Alapítvány kuratóriumi elnöke volt.
Emlékére az Aranyossy napok keretében emlékestet rendeztek 2015-ben és 2016-ban.